# Шмалкалден
Шмалкалден (на немски: Schmalkalden) е град в окръг Шмалкалден-Майнинген в югозападната част на област Тюрингия, Германия. Разположен е на южния склон на тюрингската гора и в близост до река Вера. Според последни данни, градът се простира на площ от 98,35 квадратни километра, а в него живеят 19 265 души (по приблизителна оценка от декември 2017 г.).

## История
Градът е споменат за пръв път в произведения от 874 година, официално е признат за град през 1180 година.
- Църква „Свети Георги“
- Вилхемсбург
- Пазар
- Старинна къща
- Църква „Свети Георги“
- Къщи до пазара

## Побратимени градове
- Монтана, България
- Реклингхаузен, Германия
- Фонтен, Изер, Франция